# والثر بريثويت
والثر بريثويت هو مدرب كرة قدم ولاعب كرة قدم سورينامي، ولد في 18 نوفمبر 1933 في ضاحية نيكيري في سورينام. لعب مع S.V. Transvaal ‏.